# Tom Sanders
Thomas Ernest "Tom" Sanders, conocido popularmente como "Satch" Sanders (nacido el 8 de noviembre de 1938 en Nueva York), es un exjugador y entrenador profesional de baloncesto estadounidense que disputó 13 temporadas con los Boston Celtics de la NBA, equipo al que posteriormente entrenaría durante temporada y media. Con 1,98 metros de estatura, jugaba en la posición de alero.

## Trayectoria deportiva

### Universidad
Jugó durante cuatro temporadas con los Violets de la Universidad de Nueva York, en las que promedió 16,3 puntos y 13 rebotes por partido.

### Profesional
Satch Sanders pasó 13 temporadas defendiendo los colores de Boston Celtics de la NBA, formando parte de los equipos campeones desde 1961 a 1966, y desde 1968 a 1969, consiguiendo un total de 8 anillos de campeón, incluyendo 6 de ellos en sus primeros 6 años de carrera. Solo su compañero K. C. Jones le supera en este aspecto (consiguió 8 anillos en sus primeros 8 años de carrera). En la Historia de la NBA, solo sus compañeros de equipo Bill Russell y Sam Jones han ganado más anillos que Satch en una carrera profesional.
En 1973 dio por finalizada su carrera.

### Entrenador
Al poco tiempo de retirarse como jugador, comenzó su periplo como entrenador. Trabajó primero en Harvard, con su equipo, los Harvard Crimson, y a finales de los setenta, Satch entrenó a su equipo de siempre, los Celtics, aunque fue por un periodo de tiempo breve (cogió al equipo mediada la temporada 77-78 en sustitución de Tom Heinsohn, y terminó en el cargo al principio de la siguiente) debido a que los resultados fueron mediocres. Curiosamente, la llegada de Larry Bird, un jugador que traería de nuevo días de gloria a la franquicia, y a la propia NBA, en los años 80, se produjo al año siguiente del despido de Satch.

## Estadísticas de su carrera en la NBA
|  | Denota temporadas en las que ganó un Campeonato de la NBA |

### Temporada regular
| Año     | Equipo | PJ  | MPP  | %TC  | %TL  | RPP | APP | PPP  |
| ------- | ------ | --- | ---- | ---- | ---- | --- | --- | ---- |
| 1960–61 | Boston | 68  | 15.9 | .420 | .670 | 5.7 | 0.6 | 5.3  |
| 1961–62 | Boston | 80  | 29.1 | .435 | .749 | 9.5 | 0.9 | 11.2 |
| 1962–63 | Boston | 80  | 26.9 | .456 | .738 | 7.2 | 1.2 | 10.8 |
| 1963–64 | Boston | 80  | 29.6 | .417 | .761 | 8.3 | 1.3 | 11.4 |
| 1964–65 | Boston | 80  | 30.7 | .429 | .745 | 8.3 | 1.2 | 11.8 |
| 1965–66 | Boston | 72  | 26.3 | .428 | .764 | 7.1 | 1.3 | 12.6 |
| 1966–67 | Boston | 81  | 23.8 | .428 | .817 | 5.4 | 1.1 | 10.2 |
| 1967–68 | Boston | 78  | 25.4 | .428 | .784 | 5.8 | 1.3 | 10.2 |
| 1968–69 | Boston | 82  | 26.6 | .430 | .733 | 7.0 | 1.3 | 11.2 |
| 1969–70 | Boston | 57  | 28.4 | .443 | .880 | 5.5 | 1.6 | 11.5 |
| 1970–71 | Boston | 17  | 7.1  | .364 | .875 | 1.0 | 0.6 | 2.3  |
| 1971–72 | Boston | 82  | 19.9 | .410 | .816 | 4.3 | 1.2 | 6.6  |
| 1972–73 | Boston | 59  | 7.2  | .315 | .657 | 1.5 | 0.5 | 2.0  |
| Total   | Total  | 916 | 24.2 | .428 | .767 | 6.3 | 1.1 | 9.6  |

### Playoffs
| Año   | Equipo | PJ  | MPP  | %TC  | %TL  | RPP | APP | PPP  |
| ----- | ------ | --- | ---- | ---- | ---- | --- | --- | ---- |
| 1961  | Boston | 10  | 21.6 | .493 | .625 | 8.4 | 0.7 | 8.9  |
| 1962  | Boston | 14  | 31.4 | .431 | .806 | 8.2 | 1.0 | 10.1 |
| 1963  | Boston | 13  | 29.8 | .437 | .774 | 7.4 | 1.5 | 9.8  |
| 1964  | Boston | 10  | 30.2 | .362 | .676 | 6.8 | 0.6 | 9.1  |
| 1965  | Boston | 12  | 30.4 | .421 | .721 | 8.5 | 1.6 | 13.3 |
| 1966  | Boston | 17  | 29.4 | .483 | .750 | 6.5 | 1.6 | 13.5 |
| 1967  | Boston | 9   | 16.0 | .344 | .400 | 4.8 | 0.6 | 4.9  |
| 1968  | Boston | 14  | 20.6 | .505 | .762 | 4.5 | 0.9 | 8.3  |
| 1969  | Boston | 15  | 13.1 | .438 | .742 | 3.2 | 0.5 | 5.8  |
| 1972  | Boston | 11  | 16.9 | .321 | .619 | 2.4 | 0.9 | 4.3  |
| 1973  | Boston | 5   | 4.8  | .556 | .000 | 1.0 | 0.2 | 2.0  |
| Total | Total  | 130 | 23.5 | .436 | .716 | 5.8 | 1.0 | 8.8  |

## Vida personal

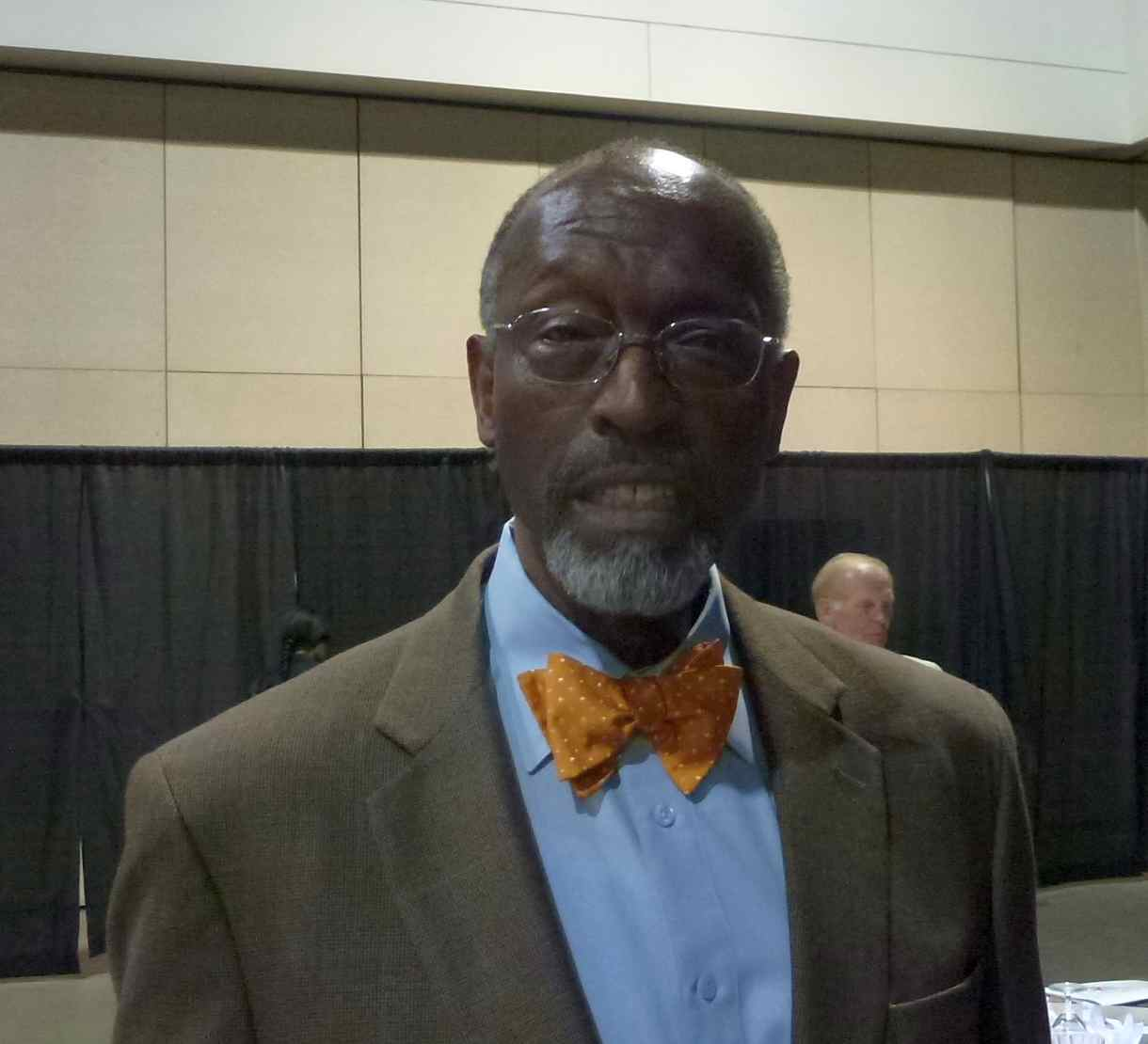
Sanders en 2013.

En 1986, junto con la National Basketball Players Association (NBPA), Sanders impulsó la creación del Rookie Transition Program, siendo el primero de este tipo en el deporte estadounidense. El programa consistía en 4 días de formación obligatoria, para dar a los jugadores de primer año las habilidades e información necesaria para una transición fluida a la NBA.
Actualmente reside con su segunda esposa, Virginia Sanders, en el oeste de Massachusetts.